# Tápszentmiklós
Tápszentmiklós è un comune di 938 abitanti situato nella contea di Győr-Moson-Sopron, nell'Ungheria nordoccidentale.